# Церква Вознесіння Господнього (Козлів)
Церква Вознесіння Господнього в Козлові — парафія і храм греко-католицької громади Козлівського деканату Тернопільсько-Зборівської архієпархії Української греко-католицької церкви в смт Козлів Тернопільського району Тернопільської области.

## Історія церкви
Церкву збудовано у 1896 році. Парафія, що існувала з XVIII століття, а також храм з 1896 року належали УГКЦ до 1946 року. Свою приналежність до УГКЦ вони відновили у 1990 році. З 1946 по 1990 рік парафія і храм перебували в юрисдикції РПЦ.
У 2013 році візитацію парафії здійснив митрополит і архиєпископ Тернопільсько-Зборівський Василій Семенюк.
При церкві діють такі спільноти: братство Матері Божої Неустанної Помочі, Марійська та Вівтарна дружини, а також спільнота «Матері в молитві».
На території парафії встановлено хрест на честь скасування панщини, могила на місці криївки та фігура Скорботної матері.
До парафії належить проборство.

## Парохи
- о. Микола Стрільбицький (1841—1872),
- о. Філарет Бачинський (1842—1914),
- декан о. Константан Зарицький (1914—1935),
- сотрудник В'ячеслав Ласовський,
- декан о. Дем'ян Зарицький (1935—1937),
- о. Мирослав Горін (1937—1939),
- о. Василь Іванчук (1939—1944),
- о. Василь Додик (1945—1946),
- о. Теодор Чорний (1946—?),
- о. Омелян Драпінський (1990—2006),
- декан о. Роман Гук (з 2006).